# Torneo WTA de Bogotá 2024
La Copa Colsanitas 2024 fue un evento de tenis WTA 250 que se disputó en Bogotá (Colombia), en el Club El Country, en canchas de polvo de ladrillo al aire libre, entre el 1 y el 7 de abril de 2024.

## Distribución de puntos
| Modalidad           | Campeona | Finalista | Semifinales | Cuartos de final | 2ª ronda | 1ª ronda | Clasificadas | 2ª ronda de clasificación | 1ª ronda de clasificación |
| Individual femenino | 250      | 163       | 98          | 54               | 30       | 1        | 18           | 12                        | 1                         |
| Dobles femenino     | 250      | 163       | 98          | 54               | 1        | -        | -            | -                         | -                         |

## Cabezas de serie

### Individuales femenino
| Tenista           | Ranking | Preclasificada |
| Marie Bouzková    | 39      | 1              |
| Tatjana Maria     | 48      | 2              |
| Sara Sorribes     | 52      | 3              |
| Cristina Bucșa    | 74      | 4              |
| Nadia Podoroska   | 78      | 5              |
| Camila Osorio     | 90      | 6              |
| Laura Siegemund   | 91      | 7              |
| Kamilla Rakhimova | 95      | 8              |

- Ranking del 18 de marzo de 2024.[2]

### Dobles femenino
| Tenista                             | Ranking | Preclasificada |
| Marie Bouzková Sara Sorribes        | 45      | 1              |
| Oksana Kalashnikova Katarzyna Piter | 117     | 2              |
| Anna Bondár Irina Khromacheva       | 119     | 3              |
| Cristina Bucșa Kamilla Rakhimova    | 166     | 4              |

## Campeonas

### Individual femenino
Camila Osorio venció a  Marie Bouzková por 6-3, 7-6(5)

### Dobles femenino
Cristina Bucșa /  Kamilla Rakhimova vencieron a  Anna Bondár /  Irina Khromacheva por 7-6(5), 3-6, [10-8]